# La vida anterior
La vida anterior es una película argentina de género drama-musical, de 2013 dirigida por Ariel Broitman y protagonizada por Elena Roger, Sergio Surraco y Esmeralda Mitre. Se estrenó en Argentina el 18 de abril de 2013. Se filmó en Buenos Aires y Colonia del Sacramento.

## Sinopsis
Ana (Elena Roger), una aspirante a cantante de ópera y Federico (Sergio Surraco), un músico y pintor frustrado con deseos de consagrarse y trascender, llevan pocos años de matrimonio. Todo marcha bien, con la normalidad de la rutina, hasta que surge la repentina y azarosa llegada de Úrsula (Esmeralda Mitre) a sus vidas para modificarlas para siempre.

## Reparto
- Elena Roger ... Ana
- Sergio Surraco ... Federico
- Esmeralda Mitre ... Úrsula
- Juan José Camero ... León
- Adriana Aizemberg ... Mara Bertollini
- Paula Kohan ... Mariucha
- Omar Calicchio ... Valerio
- Ángel Faretta ... Folger                                               La soprano argentina Mirta Arrúa Lichi ha entrenado en técnica lírica a las protagonistas y puso su voz para algunas canciones dentro del personaje de Úrsula.

## Premios y nominaciones
- Ganadora del Cóndor de Plata a Mejor Música Original por Pablo Sala[5]
- Nominada al Cóndor de Plata a Mejor Guion adaptado por Ariel Broitman[6]
 Nominada al Cóndor de Plata a Mejor Música Original Pablo Sala 
 Nominada al Cóndor de Plata a Mejor Sonido por Pablo Sala